# Jan Sloot
Romke Jan Bernhard Sloot (Groningen, 27 augustus 1945 – Nieuwegein, 11 juli 1999) was een Nederlandse uitvinder. Hij was de bedenker van het Sloot Digital Coding System (SDCS). Volgens sommigen was dit een revolutionair datacoderingssysteem voor bewegende beelden.
Sloot werd geboren als jongste van drie kinderen van een schoolmeester die zijn gezin vrij snel na de geboorte van zijn zoon verliet. Sloot volgde de lts, maar verliet deze voortijdig om in een radiozaak te gaan werken. Na zijn dienstplicht te hebben vervuld trouwde hij. Sloot vestigde zich in Utrecht, waar zijn vrouw vandaan kwam, en werkte in diverse radio- en tv-zaken. Ook werkte hij anderhalf jaar voor Philips, maar zegde in 1978 zijn baan op en begon in Groningen een audio- en videowinkel. Enkele jaren later verhuisde hij naar Nieuwegein waar hij de Electronica Reparatie Service begon. Hij werkte destijds aan zijn datacompressiesysteem en ontwikkelde daarnaast een reparatiedatabasesysteem genaamd RepaBase.
Op 11 juli 1999 overleed Sloot, die hartpatiënt was, na een hartaanval. Het geheim van zijn uitvinding nam hij mee in zijn graf. Het demonstratiekastje was onvindbaar, en ook de broncode van de uitvinding is nooit teruggevonden. De gehele inhoud van zijn werkkamer is weggegeven aan de aandeelhouders.
Sloot was gehuwd en had vier kinderen. Hoewel de familie uiteindelijk autopsie toestond, heeft deze niet plaatsgevonden.

## Sloot Digital Coding System
In 1995 beweerde Sloot een datacompressiesysteem te hebben ontwikkeld dat het mogelijk maakte om ten minste 16 speelfilms op een chipkaart van 64 kilobyte op te slaan. Normaal gesproken neemt dit ongeveer 175.000 keer meer data in beslag. Via een speciaal kastje konden de speelfilms op een beeldscherm worden vertoond. Het Sloot Digital Coding System zou geen gebruik maken van het binaire stelsel, maar van een zelfontworpen digitaal alfabet.
Critici deelden de mening van deskundigen, dat een dergelijk forse compressie technisch onmogelijk was. Toch vond Sloot zijn plaatsgenoot Jos van Rossum, een sigarettenautomatenexploitant in ruste, bereid in zijn uitvinding te investeren. Nadat de samenwerking in 1997 was gestrand, vond Sloot in 1998 enkele nieuwe investeerders. Ze richtten een bedrijf op dat de uitvinding zou gaan exploiteren. Het Nederlandse Bureau voor de Industriële Eigendom verleende Van Rossum (eigenaar) en Sloot (uitvinder) een zesjarig octrooi op een aanvraag voor een videocompressie-inrichting en -methode gedaan in 1996. Buitenlandse octrooiaanvragen op Sloots uitvinding zijn niet bekend.
Begin 1999 trad de investeerder Marcel Boekhoorn toe tot de groep. Deze bracht onder meer de lege BV Dipro in. In maart 1999 demonstreerde men het systeem aan Philips-topman Roel Pieper, die er erg van onder de indruk bleek te zijn. Technici van het Natuurkundig Laboratorium (NatLab) van Philips werd om advies gevraagd. Philips wees de vinding echter af. Pieper nam in mei 1999 ontslag bij Philips en sloot zich aan bij de groep rond Sloot, om directeur van het door hen op te richten bedrijf te worden. De naam Dipro werd gewijzigd in The Fifth Force, naar een veronderstelde vijfde fundamentele natuurkracht die zou bestaan en waar Roel Pieper een artikel over had gelezen. Er werden demonstraties gegeven, onder andere in Silicon Valley. De Nederlandse bank ABN AMRO verklaarde zich op 9 juli 1999 bereid geld in het project te steken.
Roel Pieper is de enige die een exemplaar van het demonstratiekastje bezit, zij het enkel het decodeer-systeem en niet het codeersysteem. Technologie-analist Henny van der Pluijm stelt dat de broncode niet nodig was voor het opnieuw werkend krijgen van de technologie van Sloot. Aan de hand van de werkende machinecode van de embedded chip in het apparaat van Sloot was de broncode af te leiden. Dit is vergelijkbaar met de methode van decompileren die bekend is in kringen van computerdeskundigen. Door decompilatie had na de dood van Jan Sloot zowel het decodeer-systeem als het codeer-systeem kunnen worden afgeleid. Van der Pluijm heeft een reconstructie van de methode-Sloot uitgevoerd en daarover gepubliceerd in tijdschrift De Ingenieur. Deze reconstructie was niet gebaseerd op decompilatie, maar op het zorgvuldig scannen van de octrooiaanvraag van Jan Sloot met betrekking tot de vinding. Van der Pluijm stelde aan de hand daarvan in een interview met journalist Francisco van Jole dat het principe achter de methode in theorie werkt. Maar in de praktijk heeft deze geen waarde, omdat de coderingstechniek tot onacceptabele performance-problemen leidt wanneer deze wordt gestreamd over internet. Van der Pluijm stelde in het artikel in De Ingenieur ook dat Jan Sloot nooit de extreme beweringen heeft gedaan die aan hem worden toegeschreven en dat de publicaties over de methode-Sloot en de televisie-uitzendingen van Netwerk tot veel misverstanden hebben geleid.

## Speculaties over de broncode
Het boek De Broncode van Eric Smit bevat vage aanwijzingen van Jan Sloot over hoe zijn coderingssysteem in elkaar zat. Zo zou Sloot hebben verteld dat zijn systeem niet opgebouwd was op het huidige binaire systeem, maar er wel compatibel mee was. Het boek bevat echter geen regel code.

## Compressietheorie
In veel verhalen over de vinding van Jan Sloot wordt vermeld dat hij films kon terugbrengen tot een vaste grootte van 1 kilobyte. Het is eenvoudig te bewijzen dat dit verliesvrij voor willekeurige films onmogelijk is. Er zijn dan namelijk meer films dan sleutels mogelijk. Er bestaat een wiskundig bewijs voor: de informatietheorie van Claude Shannon.
Wel moet goed worden afgesproken wat onder 'compressie' wordt verstaan. Met slimme hulptabellen zou sterkere compressie kunnen worden gerealiseerd dan de wet van Shannon toelaat, waarmee dan echter niet elke willekeurige film zo kan worden verkleind. Daarom sprak Jan Sloot ook van 'codering'. Hij had er een hekel aan als iemand beweerde dat zijn uitvinding met compressie te maken had.

Meestal wordt met compressie, broncodering, iets anders bedoeld, en veronderstelt men een aanzienlijk kleiner geheugen in de compressie/decompressie algoritmes. Verliesvrije compressie, zoals het bekende ZIP levert meestal geen al te geweldige resultaten op, omdat de meeste films niet genoeg repeterende vormen hebben. Betere resultaten worden bereikt met compressiemethodes die kwaliteitsverlies veroorzaken, niet-exact omkeerbare compressie. MP3 voor audio en MPEG voor video zijn bekende methodes die een compressiefactor tien bereiken.

## Media
- De Humanistische Omroep zond over dit onderwerp in oktober 2003 een radiodocumentaire uit.
- Het programma Netwerk zond een documentaire in twee delen uit, op 10 en 12 september 2004.
- In september 2004 kwam het boek "De broncode" uit van Eric Smit, Uitgeverij Podium, ISBN 90-5759-156-1.
- In 2004 werd bekend dat regisseur Pieter Kuijpers het boek van Eric Smit zou gaan verfilmen. Het eindresultaat zou in 2006 in de bioscoop te zien zijn.[bron?] Sindsdien is niets meer van een verfilming vernomen.

Nog voor het uitkomen van het boek was er ook al sprake van een verfilming, door regisseur George Sluizer, maar de uitgever koos uiteindelijk voor een andere producent.